# Legge 24 febbraio 1951, n. 84
La legge 24 febbraio 1951, n. 84 fu una norma della Repubblica Italiana, in particolare una legge elettorale comunale del governo De Gasperi, che riformò in senso maggioritario la legge elettorale comunale luogotenenziale che aveva guidato la ricostruzione democratica postbellica delle amministrazioni comunali italiane.
Modello per la legge truffa politica del 1953, fu travolta e abrogata in seguito al fallimento di quest'ultima.

## Il contesto storico
Pesantemente osteggiate o ufficialmente bandite nelle prime consultazioni popolari postbelliche italiane sia a livello nazionale sia locale, le destre monarchiche e neofasciste avevano ripreso vigore a fine anni quaranta, con una crescita di cui non era facile pronosticare la fine. Se al Sud l'avanzata delle forze anticostituzionali era in alcune realtà travolgente, anche al Nord poteva creare problemi, non qui in termini assoluti ma almeno di ingovernabilità di molti comuni, per il rischio di avere molti consigli comunali spaccati in un tripolarismo che avrebbe costretto le forze governative a scendere a scomodi patti con le sinistre. Fu in questo quadro che il governo di Alcide De Gasperi decise di riformare la legislazione comunale introducendo un premio di maggioranza che avrebbe garantito la stabilità e il predominio dei partiti moderati.
Per darsi tempo di elaborare la nuova normativa, il governo rinviò tramite la legge n. 255 del 12 maggio 1950 le elezioni comunali previste in quell'annata. La prima tornata cui si applicò la nuova legislazione fu dunque quella del 1951, nella quale fu parallelamente operata la ricostruzione democratica dei consigli provinciali. Al Nord il governo raccolse i frutti sperati, consolidando le proprie amministrazioni in tutte le città già detenute, dovendo soccombere alla sinistra solo nei pochi centri come Bologna in cui era già in precedenza in grave difficoltà. Molto più problematica fu la tornata del 1952 in cui era in programma il rinnovo delle due metropoli del Centrosud. A Roma ci fu un pesantissimo scontro politico sotterraneo fra il Vaticano, che chiedeva un'alleanza con le destre per contrastare la notevole forza locale del Fronte Popolare, e lo stesso De Gasperi che non transigeva sui postulati democratici della teoria dell'Arco costituzionale. La ebbe vinta su tutta la linea il Primo Ministro, dato che l'alleanza centrista sconfisse sia la sinistra sia la destra, ma la polemica incrinò pesantemente i rapporti fra lo statista trentino e gli ambienti papali. Più clamoroso ancora fu il caso di Napoli, dove la coalizione monarchico-missina vinse le elezioni, spedendo in minoranza sia la Democrazia Cristiana sia il PCI, e aprendo la discussa stagione amministrativa di Achille Lauro.
La normativa maggioritaria ebbe ordinariamente una sola applicazione per comune. Nel 1953 fu il modello, con alcuni vincoli che ne causeranno il fallimento, per la legge truffa per le elezioni politiche. Lo smacco per la sconfitta di quest'ultima normativa, e la conseguente caduta di De Gasperi, diede facile gioco alla polemica della sinistra che chiedeva il ritorno generale alla proporzionale a tutti i livelli. Il premio di maggioranza fu dunque abolito anche a livello locale, e mai più riproposto fino al 1993.

## Piccoli comuni
La legge in oggetto non introdusse cambiamenti per quanto riguarda le piccole realtà, ma abbassò pesantemente la soglia di separazione fra i due sistemi elettorali previsti nel 1946: per aumentare l'uso del voto di lista, e conseguentemente la penetrazione amministrativa dei partiti, l'articolo uno della legge spostò la classe dei comuni fra i 10.000 e i 30.000 abitanti includendola nella normativa per le grandi città.

## Città
Nei comuni sopra i 10.000 abitanti la novità più significativa fu l'introduzione delle coalizioni fra i partiti, cui era collegato il premio di maggioranza per l'alleanza più votata, cui andavano obbligatoriamente almeno i due terzi dei seggi, con arrotondamento per difetto. Per la distribuzione interna alla maggioranza e alle minoranze, si passò al metodo Hare-Niemeyer dei quozienti e dei più alti resti.
I seggi erano attribuiti secondo i seguenti criteri (art. 8):
- al gruppo di liste, o alla lista non collegata, che ha raggiunto la più alta cifra elettorale (di gruppo o di lista), sono attribuiti i due terzi dei seggi da coprire;
- quando il numero dei consiglieri da eleggere non sia esattamente divisibile per tre si procede all'arrotondamento, venendo assegnati:
  - 26 seggi per i Comuni con 40 consiglieri;
  - 33 seggi per i Comuni con 50 consiglieri;
  - 53 seggi per i Comuni con 80 consiglieri;
- qualora i due terzi dei seggi siano assegnati ad un gruppo di liste collegate, il riparto dei seggi fra le liste stesse è operato in misura proporzionale, con applicazione del metodo del quoziente e dei più alti resti;
- i seggi rimanenti sono attribuiti ai gruppi di liste e alle liste non collegate sempre in misura proporzionale, col metodo del quoziente e dei più alti resti;
- se il gruppo di liste, o la lista non collegata, abbia già riportato un numero di voti validi superiore ai due terzi del totale dei voti validi attribuiti a tutte le liste, si procede al riparto dei seggi fra tutte le liste concorrenti secondo il sistema proporzionale e il metodo dei più alti resti.

Per quanto riguarda il voto di preferenza, fu abolito il voto negativo che tanta cattiva prova aveva dato nel previgente sistema. Il numero di preferenze possibili rimaneva invariato, aggregando la nuova classe di comuni sotto i 30.000 abitanti a quella immediatamente superiore, in cui erano previste due scelte per elettore. Venne infine ampliata la possibilità di surroga, rimanendo comunque esclusa nel caso delle dimissioni volontarie.
Venne operata una riduzione dei costi della politica, riducendo il numero degli assessori secondo questo schema:
- da 14 a 12 nei comuni sopra i 500.000 abitanti;
- da 12 a 8 nei comuni sopra i 250.000 abitanti;
- da 10 a 6 nei comuni sopra i 100.000 abitanti;
- non venne effettuata alcuna modifica nei comuni sopra i 30.000 e sopra i 10.000 abitanti.